# Hemipterochilus simplex
Hemipterochilus simplex är en stekelart som beskrevs av Gusenleitner 2000. Hemipterochilus simplex ingår i släktet Hemipterochilus och familjen Eumenidae. Inga underarter finns listade i Catalogue of Life.